# Кастро, Гильен де
Гилье́н де Ка́стро-и-Бельви́с (исп. D. Guillén de Castro y Bellvís, 1569—1627) — выдающийся испанский драматург.

## Биография
Гильен де Кастро ещё в молодости стал членом литературного кружка Los Nocturnos и получил высокие оценки своего таланта от Лопе де Веги и Сервантеса, тем не менее прожил всю жизнь в бедности. Он написал более 40 пьес, но широкую известность получила только одна из них — «Юность Сида», так как её сюжет использовал Корнель в своей трагедии «Сид».
В «Юности Сида» Гильен де Кастро использовал народные романсы о Сиде Кампеадоре, дополнив их драматической интригой на тему борьбы между любовью и долгом. Романсы использованы им и в ряде других пьес: «El conde de Ir los», «El nacimiento de Montesinos», «El desengaño dichoso» и «El conde Alarcos». Комедия «Engañarse engañando» богата тонкими психологическими штрихами. Отличаются большим драматизмом и поэтическими красотами пьесы «Pagar en propia moneda» и «La justicia en la piedad». В пьесе «El prodigio de los montes, y mártir del Cielo, Santa Bárbara» драматург противопоставил друг другу божественную и человеческую любовь. Кальдерон впоследствии подражал этому произведению в «Волшебном маге». Де Кастро пытался превратить новеллы Сервантеса (например, «Силу крови») в драмы, но довольно неудачно.
Агустин Морето-и-Каванья переработал сюжет пьесы Кастро «Самоуверенный Нарцисс» в комедии «Красавчик дон Диего».